# Máximo Franco
Máximo Franco Cavero (Alcalá de Gurrea, Huesca, 1913 - Alicante, 1 de abril de 1939) fue un militante anarcosindicalista español.

## Biografía
Pertenecía a una familia acomodada. Trabajaba como barbero y colaboró en las publicaciones libertarias Tierra y Libertad y El Pueblo de Huesca con el pseudónimo Éufrates X. Inspirado en la insurrección anarquista de enero de 1933 y en los hechos de Casas Viejas, el 9 de diciembre de 1933 proclamó el comunismo libertario en Alcalá de Gurrea. En septiembre de 1934 fue encarcelado y en 1935 fue condenado con siete compañeros más por robo y asalto. Después de la victoria del Frente Popular en las elecciones generales españolas de 1936 fue liberado. 
El golpe de Estado del 18 de julio de 1936 lo sorprendió en Alcalá de Gurrea. Consiguió pasar a la zona republicana y se incorporó a las milicias confederales como cabeza de centuria de la columna «Roja y Negra». Después fue nombrado comandante de la 127.ª Brigada Mixta del Ejército Popular de la República, pero después de la caída del frente de Aragón en marzo de 1938 fue destituido. Aun así, posteriormente sería rehabilitado y se le concedió un puesto de mando.
El 1 de abril de 1939, enterado de la rendición de la Segunda República, se suicidó en el puerto de Alicante con su amigo Evaristo Viñuales Larroy, cogidos de la mano izquierda y empuñando la pistola con la derecha, para evitar su detención por las tropas de Franco. «Esta es nuestra última protesta contra el fascismo», dijo Evaristo antes de estrechar el gatillo.